# 歲月驕陽
《岁月骄阳》是未播出的中国大陆连续剧，拍摄于2010年杀青。

## 概要
由广州瀚潮影视传媒有限公司投资拍摄的电视剧《岁月骄阳》近日在浙江横店开机，该剧定位是家族商战大剧，同时也是国内首部以保险业为题材的年代戏。万梓良、杨思琦等联袂内地小生常鋮、老生米学东等群星主演。在接受采访时，导演邱晓军表示，港剧影响了一代人，拍摄《岁月骄阳》也是向优秀港剧致敬，为此开拍前他曾特意去取经，“可以说，保险商战的故事在港剧中也是一个空白，《岁月骄阳》的时间点从20世纪三十年年代民国天津开始，到1997年的香港回归，贯穿了上世纪两次金融危机，在全球经融危机还未完全消退的当下，特别有现实意义。

## 播出時間

### 首播
| 頻道 | 所在地 | 播放日期及時間 |
| ---- | ------ | -------------- |
|      | 中國   |                |

## 演員陣容

### 主要角色
| 演員   | 角色           | 介紹                                                  |
| 常鋮   | 王翰宇         | 王呈喻、趙鳳儀之子 車欣萍丈夫 李宗元商場對手 楚安上司 |
| 萬梓良 | 李金魁、李宗元 | 王翰宇商場對手 馬雲菲男友                             |
| 楊思琦 | 車欣萍         | 王翰宇妻子 楚安之情敵                                 |
| 米學東 | 王呈喻         | 趙鳳儀之丈夫 王翰宇之父                               |
| 涂凌   | 趙鳳儀         | 王呈喻之髮妻 王翰宇之母                               |
| 張琳晗 | 楚 安          | 暗戀王翰宇                                            |

### 其他角色
| 演員   | 角色           | 介紹 |
| 吳乙彤 | 馬雲菲         |      |
| 錢 志  | 郭世達         |      |
| 徐東生 | 高天鵬(王翰翔) |      |
| 李林琳 | 林麗娜         |      |
| 王 偉  | 王翰墨         |      |
| 程 誠  | 吳 少          |      |
| 方 成  | 王翰云         |      |
| 張天陽 | 王子坤         |      |
| 邵路雅 | 李 雯          |      |

## 主题曲
- 片頭曲：

演唱者：
作曲：
填詞：
編曲：
- 片尾曲：

演唱者：
作曲：
填詞：
編曲：

## 幕後團隊
- 總導演：邱曉軍
- 藝術監制：王嘉伦
- 製片人：谢宏
- 發行人：徐婷婷
- 製片主任：伍昌荣、杨斌
- 總編劇：冯家胜、王嘉伦
- 攝影指導：丘建民
- 音樂指導：赵江
- 錄音指導：朱卫江
- 美術總監：鲁琳

## 外部連結
- 《岁月骄阳》官方專題
- 豆瓣电影上《歲月驕陽》的資料 （简体中文）